# دهنه اجاق
دهنه اجاق، روستایی در دهستان ساریگل بخش بام شهرستان بام و صفی‌آباد در استان خراسان شمالی ایران است. این روستا، مرکز دهستان ساریگل است.

## جغرافیای روستا

### موقعیت
این روستا در ۱۰ کیلومتری غرب روستای بام و در ۵۵ کیلومتری شمال غرب شهر صفی‌آباد و ۳۵ کیلومتری شرق شهر اسفراین واقع گردیده‌است. روستای دهنه اجاق از طرف شمال به کوه شاه جهان، از غرب به امامزاده باباقدرت از شرق به بکرآباد و از جنوب به سایر روستاهای صفی‌آباد محدود است.

### کوه‌ها
از قله‌های مرتفع و معروف روستا می‌توان به بله باقلی با ارتفاع ۲۹۹۰ متر، کرکزو با ارتفاع ۲۹۵۰ متر، قوچ قولاقی با ارتفاع ۲۴۲۰، صیاد با ارتفاع ۲۴۵۰ متر و آق داش با ارتفاع ۲۶۰۰ متر اشاره کرد که همگی به جز قله آق داش در پارک ملی ساریگل قرار دارند

### آب و هوا
آب و هوای روستا مرطوب با تابستان‌های گرم و زمستان‌های سرد و نسبتاً مرطوب است. درجه حرارت هوا در گرمترین موقع سال در ماه‌های مرداد (برج اسد) و شهریور (برج سنبله) تا ۳۵درجه سانتیگراد می‌رسد و بارش باران به صورت پراکنده از ماه مهر تا خرداد ماه (برج جدی) است.

## جمعیت
بر پایه سرشماری عمومی نفوس و مسکن در سال ۱۳۹۵، جمعیت این روستا برابر با ۱٬۰۴۶ نفر (۳۴۵ خانوار) بوده‌است.
مردم این روستای از ترک‌های خراسانی طایفه گرایلی هستند.

## دین
مسلمانان ۱۰۰٪ جمعیت روستا را تشکیل می‌دهند که مذهب آن‌ها شیعه دوازده امامی است. اما در اعتقادات و باورهای آن‌ها می‌توان ریشه‌های از فرهنگ ترکان بدوی و باورهای دین زرتشتی را جستجو کرد.